# Creepie
Creepie is een geanimeerde serie op Nickelodeon. De serie gaat over het rare leven van een meisje, Creepie, dat als kind achtergelaten is bij de vervloekte 'Dweezwold'-villa. Ze wordt nu opgevoed door insecten. De Engelse naam van deze serie is 'Growing Up Creepie'

## Personages
- Creepella "Creepie" Creecher (gesproken door Athena Karkanis): Een klein meisje dat opgevoed wordt door insecten. Ze heeft een sarcastisch karakter. Alleen 'Budge' weet dat ze opgevoed wordt door insecten. Ze vertelt het liever niet verder, ter bescherming van haarzelf en haar familie. Ze is bang voor clowns. Creepie is achtergelaten door haar ouders bij de insecten Carolina en Vinnie, en niemand weet wat er verder met die mensen gebeurd is. Creepies echte naam is Creepela, maar iedereen behalve Dr. Pappas noemt haar Creepie. Als iemand erachter komt dat Creepie bij insecten inwoont, dan moet ze ergens anders wonen, omdat Mr. Hollyroller het huis dan gaat ontsmetten. Creepie houdt van fotografie. Ze kan niet zingen, maar speelt wel doedelzak.
- Carolina (gesproken door Julie Lemieux): Een wandelende tak. Carolina is Creepies adoptiefmoeder. Ze is erg streng en dreigt vaak dat ze haar kinderen gaat opeten als ze niet naar haar luisteren. Carolina houdt van koken.
- Vinnie (gesproken door Dwayne Hill): Een mug en Creepies adoptiefvader. Vinnie houdt van schilderen en mediteren.
- Jerry: Creepies oom. Hij is een rode mier en de leider van de rode mieren.
- Gnat (gesproken door Stevie Vallance): Creepies kleine broertje, een vlieg. Hij steelt vaak dingen uit de rugzak van Creepie en haalt ongein uit op school.
- Pauly (gesproken door David Berni): Creepies oudere broer, een pissebed. Kenmerkend is dat hij altijd honger heeft.
- Budge Bentley (gesproken door Richard Yearwood): Creepies beste vriend. Hij is de enige die weet over de leefomstandigheden van Creepie. Zijn uiterlijk heeft wel wat van een bullebak, maar van binnen doet hij geen vlieg kwaad. Budge is erg slim en houdt van yoga.
- Dr. Pappas (gesproken door Juan Chorian): Creepies scheikundeleraar. Dr. Pappas is altijd aan het spioneren bij Creepie en de andere studenten op 'Middlington Middle School'.

## Trivia
- Creepie is ontwikkeld in 16:9-tv-instellingen.
- Creepie Creecher is een woordspeling van creepy creature (eng wezen).